# ヒエップドゥク県
ヒエップドゥク県（ヒエップドゥクけん、ベトナム語：Huyện Hiệp Đức / 縣協德?）は、ベトナム社会主義共和国クアンナム省の県である。面積は492 km²、人口は45,100人（2018年）である。

## 行政区画
1市鎮11社から構成される。